# مساجد الغرب

## مقدمة
سرعة الاتصالات على جميع المستويات تجارية وإعلامية أدى أيضاً إلى اختلاط الثقافات (العولمة) التي غيرت الكثير من المفاهيم التقليدية التي كانت سائدة، ومنها مفهوم العمارة والفن الحديث.
من القضايا التي أوجدتها العولمة، زيادة الفرق بين المستوى المعيشي للدول المتقدمة وتدنية لتلك النامية، وهذا أدى إلى هجرة الكثير من الشباب للبحث عن حياة أفضل، خصوصاً في أوروبا وأمريكيا الشمالية، وبما أن نسبة المهاجرين المسلمين ارتفعت بشكل كبير في السنوات الأخيرة، ظهرت الحاجة الملحة لبناء مساجد لهم.
مشاكل بناء المساجد في الغرب، هي مسألة مهمة أيضاً للتكامل بين الثقافات، ولكن الذي حدث هو أن العديد من المساجد التي بنيت في الغرب، يمكن مقارنتها بنبتة استوائية زرعت في منطقة صحراوية. من المؤكد انه للحفاظ على هذه ألنبته (المسجد) ينبغي تكيف البيئة (السياق الحضري والاجتماعي للبلد المضيف) من صحراوية إلى استوائية، أو العكس، أي إضافة وتعديل وظائف المسجد للتأقلم مع عادات السكان المحليين أو العكس. في كلا الحالتين الحل يبدو مستحيل.
في الحالة الأولى، والرغم من أن المسجد سيكون بمثابة مكان للعبادة ومساعدة لهؤلاء المهاجرين، فإننا نخاطر آن يصبح غيتو (Ghetto) وننفي ابتداءً الفرصة لتقريب وإثراء الثقافات من بعضها البعض وتوضيح الكثير من سوء التفاهم الذي حدث طوال التاريخ البعيد والقريب وبالأخص بعد أحداث 11 سبتمبر. في هذه الظروف من التوتر والعنصرية التي تتميز بها العديد من بلاد الغرب (إيطاليا، ألمانيا، دانمارك..) والذين يرفضون من الأصل هذه الهيئة الجديدة، فناهيك عن التكيف مع رموزها الدينية القوية.
في العديد من حالات بناء المساجد المعاصرة في أوروبا نجد أنها وضعت في أماكن معزولة أو في ضواحي المدن لتجنب التوترات المحتملة بين السكان المحليين مع المسلمين الذين يترددون على المساجد. على سبيل المثال، مسجد روما بني في منطقة غير مأهولة بالسكان، ولهذا بعيد عن وظيفته الدينية والاجتماعية. وبهذا المساجد تصبح أماكن بعيدة ومنعزلة عن أنشطة الإنسان اليومية والتي يمكن مقارنتها بالأديار الفرنسيسكانية.
وفقا للإحصائيات في أوروبا، عادة ما يُنظر إلى المسلميين كمهاجرين عابرين ولاجئين وأقليات عرقية، وليس كجزء من المجتمع الذي يستحق خصوصية وأماكن عبادة ومؤسسات ثقافية. وبهذا المعنى ففكرهم يضمن في إبعاد المركز المهيمن عن هيمنة الهامش.

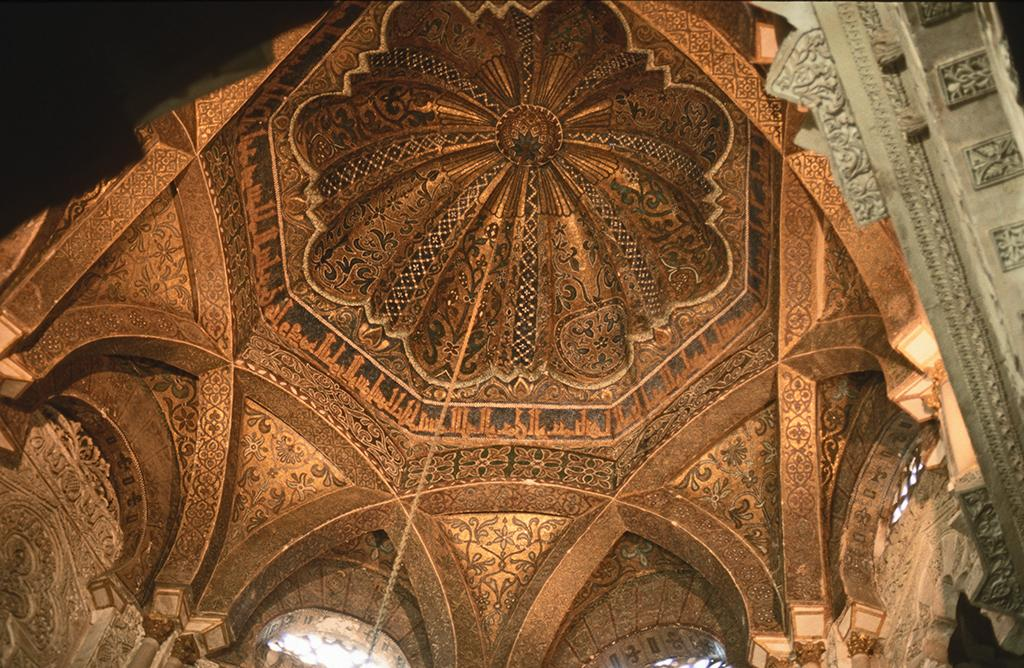
مسجد قرطبة

مسألة بناء المسجد في الغرب هو جزء من عملية أوسع نطاقا وما يسمى ب «تعدد الثقافات». التي تتعلق بشروط مختلفة بالنسبة للكوسموبوليتية، حيث أن الوجود المتزامن والتفاعل بين ثقافة واحدة مسيطرة وأفراد وتقاليد مختلفة، يحدث في وضع غير مستقر، مما يؤثر على طبيعة وتطور العلاقات. بتوضيحات مختلفة - وإلى حد ما لتأكيد طموح التطور في العلاقات نحو ظروف أكثر توازنا بين الثقافات، وفي حالة من الوجود فيها تقدير أكبر للفرد، للشخص الممثل للثقافة بصفته الفردية، في حالة من الديناميكية التي تمكنه من ممارسة دور أكثر أهمية في مجال إعطاء اتجاه لتطوير علاقاته الذاتية، أي تجربة «التثاقف» الذاتي، التي ربما تكون قادرة على إحداث حلقات من التغذية العكسية (feedback) المتبادلة بين الأفراد والثقافات.
بالإشارة إلى الاهتمام بالدراسات الثقافية وبظاهرة الاتصالات، ربما يجب أن نشير إلى أن مسألة بناء المسجد في الغرب لا يمكن أن تُفهم على الوجه الصحيح إذا ما أردنا إعطاء الأولوية والاهتمام إلى وسائل التعبير، والتكوين، والنمط واللغة، أو للهيكل، سواء في المعنى التقني أو في تجميع الأشكال. هذا غير ممكن لأن هذه المسألة لها ترتيبات من نظم وطرق غير محددة في نظام مرجعي أساسي، ليس فقط اليوم بل متذبذبة منذ وقت طويل جدا بين الفن التكنولوجيا، أو بالأحرى بين الفكرة الحديثة للفن والفكرة الحديثة للتكنولوجيا، تطورتا بقوة ولكن بتناقض منذ الأصل.
في مسالة المسجد في الغرب، قضية ودور السياق هي موضوع مفتوح، كما لم يحدث من قبل. بالإضافة إلى ذلك، مؤخرا، مفهوم العمارة هو أكثر استقطابا حول اعتبارات فنية، منجرفة في أراضي الأزياء وتدفق النظريات. ظروف العمارة الغربية المعاصرة، مثيرة للجدل وهي قضية مشتركة نتيجة العولمة. بالرغم من هذا يبدو أنها لم تؤثر على عمارة المساجد في الغرب، حتى لو كان هناك بداية شعور بأعراض عابرة.

## حالات مقارنة ومشكلة التطعيم
مسألة بناء المسجد في الغرب هي حديثة نسبيا. ليس هناك أمثلة سابقة هامة وحالات مقارنة مطبقة على شكل واسع. مثل ضعيف يمكن أن يكون: بناء كنيسة بروتستانتية في سياق الثقافة الدينية الكاثوليكية. في الواقع، مسجد قرطبة، و-بصفة عامة- العمارة الإسلامية الايبيرية، يمكن أن يكون المثال السابق الأكثر تجانسا للمقارنة. بالرغم من أنه وقع في زمن الفتوحات الإسلامية والتي جعلته أكثر اندماجاً في السياق المحلي.
ما يثير الاهتمام أو ما يمثل المشكلة الرئيسية، يتعلق بطرق التطعيم (أو الإيلاج)، والنظر في النتائج التي تأتي من إدراج جسم غريب في إطار من الثقافة والتقاليد المختلفة. عند تحليل ومراقبة المشاريع كاملة البناء، وقبل كل شيء في ضوء ما يجري أثناء التصميم والتطوير التنظيمي، التي هي نشاطات تؤكد التركيز على الجوانب الشكلية، لإيجاد حل لمعادلة فيها الكثير من المجاهيل ذات أطباع مختلفة ومستقلة عن شروط السياق.
بالرغم من الانتشار والزيادة التدريجية للسكان المسلمين في أوروبا والغرب اليوم، نادرا ما نرى مساجد مبنية، خارج سياقها التقليدي، حسب أو نتيجة لأعمال تجهيزيه سابقة: تُظهر التأثر بالاختلاف الثقافي للسياق، أو على الأقل، أخذة بعين الاعتبار نتيجة تطور مستقبلي محتمل. في معظم الحالات المسجد يكون نتيجة مشاريع لمعماريين مشهورين، ولكن، وفقا لتفسيرات تاريخية ولشروط تقليدية التي تخضع غالباً لبعض التبسيطات، أو كثمار لتنمية أبحاث ومسارات معماريين محليين. مثال على هذا هو مسجد روما، والذي هو واحد من أهم التصميمات في إيطاليا في العقود الأخيرة. من تصميم باولو بورتوغيزي، بمساعدة مهندسين معماريين من الثقافة الإسلامية. هذا المشروع هو تفسير شخصي لموضوع المسجد، ولكنة لا يقول لنا شيئا عن المعانات أو عن إمكانيات جديدة محتملة لعملية التطعيم للثقافي.
في المقابل، فإن غالبية المساجد التي نشأت على مدى السنوات العشر الأخيرة، شُكلت معظمها نتيجة لعمليات تكيُف تتضمن الاهتمام في توفير الحد الأدنى من العناصر الرئيسية، من خلال عمليات تأثيث شكلية مجمعة في هياكل قائمة.
ولكن حتى في حالة المباني الجديدة، كانت نتائج طرق سادت فيها لهجة عامة، وتعبيرات لا تخضع للسؤال أو الشك، أو لتنظيم بحوث من نوع خاص. ويرجع هذا، لعاملين متنافسين:
- الأول: هو نقص في الهدف، بعدم مشاركة المؤمنين في التعبير عن مبانيهم
- الثاني: الصعوبات التي يواجهها المهاجرين الذين يجدون صعوبة في المحافظة على مستوى معيشي مقبول وفي التعايش في مناطق بعيدة وفي كل حالات منعزلة.

في تحديد الإحداثيات الحالية والمحتملة والتي فيها يمكن تنسيق حدود المعادلة الصعبة لبناء المسجد في الغرب، يبدو واضح، نطاق الظروف الثقافية وقوة العوامل الاجتماعية الأنثروبولوجيا الثقافية. بالنسبة للظرف ومستوى الأداء المحصور في منطقة لا تزال بدائية، وبالنظر أيضا إلى تطورات ممكنة لتلك الظروف، من الضروري، فحص الماضي لإيجاد مراجع محددة.

## النمو والنهاية
بالنظر إليها من الخارج، ومن منظور أيامنا هذه، العمارة والفن الإسلامي، يظهر بسهولة التراكم الألفي للتعبيرات والأشكال التي لها درجة عالية من الاتساق ويظهر لنا نوع من التشابك الرائع، في خطاب يبدو متماثل وفي نفس الوقت مختلف عبر القرون. يدور حول شيفرة سرية تنادي بالخلود. في الأراضي الشاسعة من المغرب العربي، والشرق الأوسط، ووسط آسيا حتى اندونيسيا، يبدو أنها تشكلت على مر القرون، طريقة فنية مميزة وبهوية قوية. تُظهر طبيعة ما تجلى فيها من نمو، منذ مهدها، وإشعاعات كنوز المعرفة.
فن الإسلام كان له نمو معقد، غني ومتباين. غير أنه بعد نقطة معينة، يمكن أن نضعها بعد مغول الهند، نحو القرن السابع عشر، تلك التنمية توقفت فعلياً: في حالة من الكمال، كما وأنها بقيت معلقة، كُتمت في ذروة مسيرتها، مشلولة غير قادرة على الحركة، عقيمة مثل الكريستال. ومنذ ذلك الوقت وببساطة توقفت عن أن تكون، وما تلا ذلك لم يكن سوى نسخ وتقليد.
ومع ذلك فإن مهندسين أوروبين مهمين، بما فيهم إيطاليين، بين القرنين التاسع عشر والقرن العشرين - وحتى أوائل الخمسينات - تقربوا إلى مواضيع هذه العمارة، وعملوا في بلدان إسلامية، مظهرين نتائج مهمة وقدرة غير عادية.
خسارة الدفع الذاتي لهذه العمارة، واستنفاد طاقة التطور، والانطواء على ما أنجزت، ونهاية موازية لسقوط أخر إمبراطورية إسلامية، ويصاحبها في نهاية المطاف، مأساة الاستعمار في العالم الإسلامي من قبل القوى الكبرى في أوروبا الغربية. نتيجة هذا الاستعمار هي أزمة هوية انعكست في العمارة الحديثة لمعظم البلدان العربية. التي يمكن ان توصف في معظم الحالات «عمارة إسلامية كاذبة».

## أيّ أسلوب ؟
السؤال الساذج الذي غالبا ما يتردد - «أيّ أسلوب ونموذج ينبغي أن يُعتمد؟» - في الواقع لا يمكن الإجابة عليه، لأنه لا معنى له. بدلا من ذلك يفضل الحديث عن المشاكل، والتعبير عنها: وهذا ليس فرق بسيط، لأن فهما قد يساعدنا لإيجاد طريق للخروج من هذا المأزق.
كلنا يعلم، إن العمارة الإسلامية أنتجت، حتى ذروة تاريخها، أمثلة ونماذج بارزة، التي انتشرت، مع بعض التغيرات الملحوظة، في جميع أراضي الإسلام. عندما نتحدث اليوم عن المساجد في الغرب، ينبغي الإشارة إلى أن المشكلة تمتد على منطقة جغرافية واسعة جدا. وجميعاً ندرك أن المشاكل التي تهم الهندسة المعمارية والتصميم تكمن في إل tout court (المبادرة بالعمل بدون لماذا وبدون إذا) التي تُشكل بالتأكيد خلفية مؤثرة، ولكن حتى في ظل وجود هذا الخيط الأحمر، المشاكل التي يتعين معالجتها، تكمن في الجواب على أسئلة مثل أيّ مسجد، وأيّ خصائص ينبغي أن تكون موجودة في مساجد في الغرب.
تاريخ العمارة الإسلامية غني بأمثلة، وأنواع، وتطور وتنظيم للمكان، مجرد ذكر سريعة لهذة الامثلة، تنتقل من المسجد القديم على شكل T بمحراب صغير على جدار القبلة، إلى المساجد الكبيرة بالقاعة المعمدة (بالإنجليزية: Hypostyle)‏, وإلى خبرات الإيوان المربع، وتنتهي، في عهد الدولة العثمانية والتركية، بالمساجد ذات القبب المركزية. على أية حال، الأمر المؤكد أنها نفذت خلال فترة ازدهار الإسلام، في حالة قوة وهيمنة. كثير من المساجد تأثرت بالتقاليد المحلية، ولكن عموما لم تنفذ في نطاق أو تحت هيمنة ثقافات أخرى.
ولكن اليوم؟ الوقت الحالي مختلف تماما، وهذا الاختلاف في الظروف تزداد حدة إذا تذكرنا الاعتبارات السابقة، ولذلك فإن ادراج المسجد في الغرب إلى حد كبير خال من تقاليد قابلة للاستخدام.

## جغرافيا غير تقليدية
ولذلك، فإن عبارة مساجد الغرب، بالمواصفات التي تحتوي، تقصد توجيه الانتباه إلى خاصية الموقع الجغرافي الغير تقليدي، أي خارج عن نطاق من دار الإسلام وبالتاي خارج هيمنة مجتمع المؤمنين. نُفذ بالقوة العسكرية، وفقا لهدف وظيفة أو غير مدعومة النية. بالمقارنة بتوسع الإسلام في مهده، الآن الوضع مختلف تماما. اليوم يحدث في الغالب نتيجة الهجرة الكبيرة لليد العاملة.
الوجود الإسلامي في الغرب، لم يأت بالغزو العسكري، ولكن عن طريق الهجرة، هو حقيقة مهمة. وينطوي على هذا الاختلاف نتائج. المشاكل الناجمة عن هذه الحالة، والتي لها أهمية على العمارة، لم تصبح حتى الآن ملحة، ولكن آجلا لا بد من معالجتها. من إجابات التي سيعطيها المثقفين والمهندسين، وخصوصا المسلمين منهم، ممكن فهم إذا القصة الألفية للعمارة الإسلامية ستكون قادرة على استكمال التطور.

## الخطوط العريضة للتنمية
لنعد إلى قضية مساجد الغرب، لقد سبق ذكر النتائج المترتبة على موضوع الإدراج. الهدف من التفسيرات التي تتبع، هو الوصول إلى تحديد بشكل أفضل للسمات العامة والخاصة التي يجب أن تؤخذ في الاعتبار من أجل رسم الخطوط العريضة للتنمية المتسقة، من وجهة نظر معمارية.
العقدة الرئيسي ليست في العمارة، إنما في الثقافة. على سبيل المثال، يجب أن نفهم كيف التقاليد الإسلامية يمكن أن تتصرف عندما تتصل مع ثقافة الغربية الدينامكية. لفهم كيفية المساهمة كمعماريين، في إنشاء البحث والمعرفة بهدف ربط الثقافتين.
في السنوات الأخيرة، مع زيادة الهجرة من الجنوب، اكتشف الغرب انه غير مستعد إلى هذا التغير الاجتماعي والثقافي والذي بالتأكيد لا رجعة فيه. الاختلافات الوطنية بين المهاجرين، والتي بطبيعة الحال مهمة، تصبح غير ذلك عندما نأخذ في الاعتبار الديانة. وهكذا يمكننا الحديث عن "مجتمع إسلامي كبير للغاية. على أي حال، فإن المجتمعات الإسلامية قد بدأت تطرح مشكلة أماكن للصلاة. وفقا لتقاليد - المسجد هو مكان للاجتماع والثقافة وللدراسة وفرص للنمو الفكري للمسلم.
من بين المدن الإيطالية الكبيرة فقط في روما، يوجد مسجد حقيقي. أماكن الصلاة، عادة ما تكون في ممتلكات كان لها وظيفة مختلفة، وغالبا ما تكون في حالة اهمال.
من أجل فهم القضايا المتعلقة ببناء المسجد في الغرب، وبصفة عامة موقف الإسلام في العالم المعاصر، ستكون مهمة مساهمات العلماء ووجهات النظر المختلفة، في التاريخ وعلم الجمال والعلوم الدينية والفن والعمارة
من التأكيد أن مشروع مسجد في حالتنا الراهنة، لا يمكن أن يواصل مسارة دون الأخذ في الاعتبار بعض المشاكل: واحدة هي مكانته في الجغرافيا السياسية للعالم المعاصر، لأنه إذا كان الموقع داخل أو خارج دار الإسلام التقليدية، يمكن ملاحظة اختلافات كبيرة في القضايا الرئيسية التي ينبغي مواجهتها.

## العلاقة بالمكان
المسائل ذات العلاقة بالمكان تضمن بالدرجة الأولى التقاطع بين العمارة وما يفرض عليها من تحديدات خارجية: تقاليد متنوعة ومؤثرات ثقافية وبيئية، التي في الغرب، يمكن أن تغير أو تلغي مسار تصميمي مقترح.
المسألة الثانية، وربما نتيجة طبيعية الأولى، تتعلق بالنظر إلى العمارة المقترحة في الغرب كحقيقة حتمية غير منفصلة عن تاريخ العمارة الإسلامية.
يجب أن ننظر إلى التمييز الجغرافي لموضوع المسجد. السبب في ذلك يبدو واضحا: تكوينة المجتمع الإسلامي في الغرب، أي أن المستخدمين المحتملين للمراكز الثقافية الإسلامية جديدة في الواقع لهم عادات وثقافات محلية مختلفة، وهذا صحيح بصفة خاصة في المدن الكبيرة، ولهذا قد يكون لكل مجموعة وجهة نظر معينة بالنسبة للمسجد، ذكريات وعادات مختلفة جدا، محددة من بلدانهم الأصلية، أو ما يتصل بها من انقسامات داخل التقاليد الدينية.
هذا يرتبط بشكل مباشر مع دور الهيئات الممولة، مع كل ما لها من توقعات. لجنة، لأسباب اقتصادية واضحة بذاتها، بين هذين القطبين، المستخدمين والمشترين، هناك على الأرجح توقعات متباينة، وهذا يؤدي إلى انقسامات داخلية. هذة الصعوبات التي تنتج ليست وقائع جديدة تماما: معرفة تاريخ الإسلام يمكن أن يساهم في توضيح هذه المسائل، بما أنها ظهرت بطريقة مماثلة في عصر التوسعات الإسلامية. لذلك المشكلة هي مركزية، وينطوي عليها علاقات القوة بين تقاليد وعادات مختلفة. مستقبل التعبيرات الفنية، يبدو أنه متجه نحو المحافظة على تقاليد عامة، والتي غالبا ما تُنتج نفس الاشكال.

## جهود متعددة للتلوث
من وجهة النظر هذه، وبلقي نظرة سريعة على المسارات المختلفة التي يمكن أن تقع امام الفن والعمارة المعاصرة للإسلام، قد يكون مفيد النظر في دور بعض المهندسين في العالم الإسلامي خلال القرن العشرين. فقد نجد حالات دراسية، إلى حد ما مختلفة، في النوايا التي يمكن ان تكون نموذج أو ان تُهجر. وعلاوة على ذلك، قد يكون مهم دراسة أعمال بعض المعماريين الأوروبين، لا سيما الإيطاليين الذين الذين عملوا في أراضي الإسلام، في زمن الاستعمار.
اثنان من المعماريين في الشرق الأوسط، المتوفي حسن فتحي، وتلميذه، عبد الواحد محمد الوكيل. الأول، كحرفي أعاد اكتشاف الجذور الرمزية والشكلية والمادية للعمارة التقليدية في بلاده، بالقدرة والجهد الكبير إعادة تفسير تلك العمارة، وحقق نتائج أصلية، خالية من أي فيلولوجيا (فقه اللغة). عمله وأفكاره كانت دائما مفتوحة للمقارنة مع عمارة الغرب، بطريقة انتقادية وبدون تحيزية. المهندس الثاني، ذا بصمة إدارية ووعي دولي، أحرز نجاحا كبيرا في المؤتمرات الرئيسية، أعمالة يمكن أن تكون نموذجا داخل وخارج العالم الإسلامي.
كان عمل الإيطالي ماريو روسي الذي كان نشيطا في مصر في الفترة من 1920 حتى الخمسينات مثمرا أيضا. من حيث دراسة وتطبيق وإدراج أنواع وأشكال العمارة التقليدية والإسلامية لخلق نماذج تذكارية جديدة في العمارة المملوكية.
غيرهم من المعماريين، وخصوصا الإيطاليين، بدأ من الاقتراحات الرسمية الناتجة من اتصال الاستعمار مع العمارة الإسلامية، كان هناك تلوث، مطبق -مع تفاوت النتائج -وخاصة في سياق المناطق الحضرية الجديدة، سواء في دعم القطاع الزراعي الاستعماري في الأراضي الصحراوية في أفريفيا، أو في استصلاح المناطق المهملة في الوطن الأم.

## تحديات جديدة
من وجهة نظر أخرى يمكن ان يكون تحديا مثيرا، إعطاء القبة، مثلاً، مهمة تحقيق كل جسم المسجد أو غلافه الخارجي، وذلك في طريق متلمس للقاء آخر من البحث المعماري؛ من «الأشكال البسيطة تحت الضوء». علينا أن نتذكر تعريف ليكوربوزير. ويمكن أن نتخيل محاولات أو معاني أخرى في هذا الاتجاة. ميزة ألاأيقونية للفن والعمارة الإسلامية، وتفضيلها للأشكال الهندسية، وتجنها للتكرار، لا يمكن إلا أن يكون لها نقطة لقاء مع البحوث الفنية التي أنجزت خلال القرن العشرين في الغرب، من ثورة التجريد حتى التسلسل الصناعي ألإخباري. في العديد من الطرق البحوث لا تزال نشيطة، والتي لا يمكننا إلا أن نأخذ في الاعتبار لإثراء العمارة. في هذا السياق أقول إنه، على العكس من المسجد الكبير في روما، هناك طرق ومبادئ توجيهية أخرى للعمارة الإسلامية في الغرب، قد يكون التشكيل التسلسلي للتكنولوجيا مثل العناصر المبينة في باريس من قبل جان نوفيل في معهد العالم العربي، أو الاستعارة الطبيعية والعضوية، لزها حديد في العديد من مشاريعها في السنوات الأخيرة.

## حالات قيد الدراسة
- مسجد دويسبورغ، أكبر مسجد في ألمانيا افتتح عام 2008 في مدينة دويسبورغ، بني بصورة مماثلة لجامع السلطان أحمد في إسطنبول. يستوعب ما يصل إلى 1200 شخص، ارتفاع المئذنة 34 متر. في ألمانيا هناك ما يقارب 200 مسجدا، وأكثر من 2,500 مكان للعبادة.
- مسجد غروزني
- مسجد سالزبورج في النمسا
- مسجد لندن المركزي
- مسجد إيفري كوركورون أكبر مسجد في فرنسا يقع في العاصمة باريس بدأت الأشغال فيه سنة 1984 وأنتهت 1994.
- مسجد باريس، ثاني أكبر مسجد في فرنسا صمّم تكريما للجنود المسلمين الذين دافعوا عن فرنسا خلال الحرب العالمية الأولى. افتتح عام 1926 من قبل الرئيس الفرنسي دومارغ والسلطان المغربي محمد بن يوسف

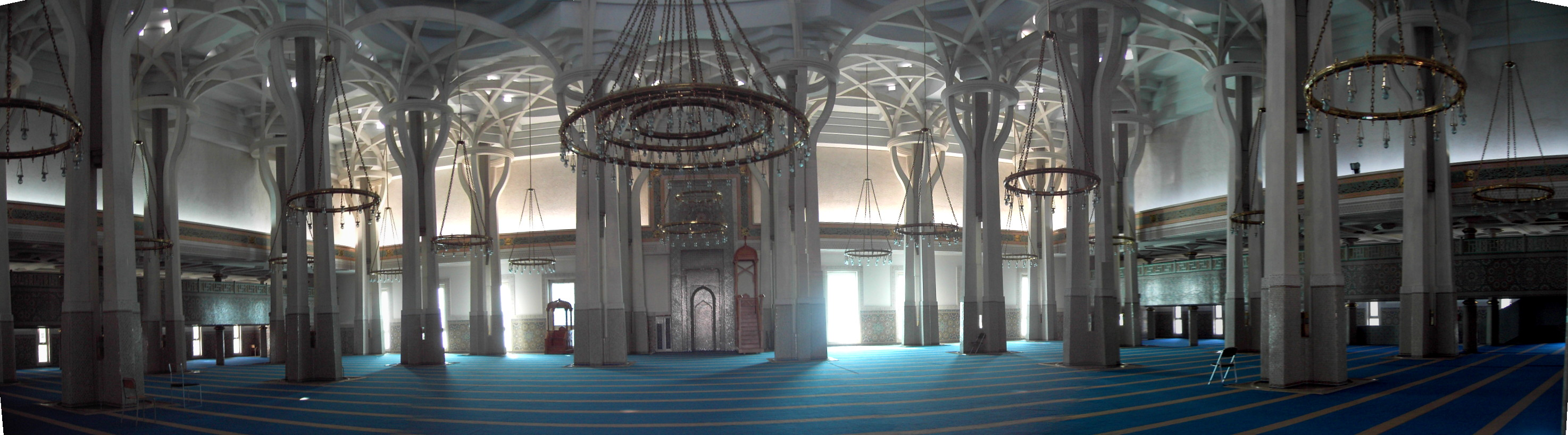
مسجد روما

- مسجد مدريد المركزي
- مسجد روما

## المسجد والكنيسة
الديانة التوحيدية الوحيدة التي وافقت على تنفيذ معابد جديدة حسب وحدات لغوية معاصرة، غريب للقول، هي المسيحية الكاثوليكية. وبطبيعة الحال، في الأماكن الحديثة للعبادة الكاثوليكية يمكن قرائة الكثير من التوترات التي لم تُحل، وظهور واضح لاتفاقات وتناقضات بين الكنيسة والحداثة، ولكن عموما، الابتكار يبدو أنة ثبت بحزم في تركيبه العمارة الكاثوليكية.

على العكس، البروتستانتية والأرثوذكسية، أكثر تحفظا، ولهم قاعدة ثابتة في تمثيل العمارة الدينية.
هنا تطور الشكل يبدو وكأنه توقف عند البيزنطية، تماما كما قبل عصر النهضة، وقبل المنظور، كما لو أن الأرثوذكسية لم تتمكن بالفعل من التخلص من أصول القرون الوسطى.
البروتستانتية المعاصرة -وفي مختلف المذاهب والطوائف- وبوجه عام تميل إلى تبني نموذج قوطي بسيط، بقاعات بلا دلالات وأشكال مقدسة. غير أن هناك استثناءات مثل مقر والمعبد الأول لموحد الكنيسة روتشستر (First Unitarian Church of Rochester)، نيويورك من تصميم لويس خان، بناء رائع نُفذ في عام1969. (صور كنيسة لويس خان).
بين العمارة والفئة الغير محددة التي تُسمى «روحانية», يبدو أن هناك روابط وثيقة متوافقة. مشروع مسجد بيروت يعكس الأشكال العمارة التركية التي حددها سنان في القرن السادس عشر، وبوجه خاص يشبه كثيرا المسجد الأزرق في إسطنبول الذي هو استمداد لسانتا صوفيا. لذلك يمكن القول ان شكل مسجد بيروت الكبير ينبع من الكنيسة الكاثوليكية. تركيب العديد من المساجد في العالم مستمدة من البيزنطية، لكن هناك أنواعاأخرى من المساجد الأصلية مثل مسجد قرطبة ومسجد أصفهان (مسجد الشاة) الخ.
لماذا الكنيسة الكاثوليكية وحدها قادرة على تقبل أن أماكنها للعبادة، تتغير شكلاً ونوعاً متابعة تاريخ ولغات الهندسة المعمارية؟. باختصار، يبدو أن الثقافة الكاثوليكية، على عكس الأرثوذكسية والإسلامية، تمكنت من السفر متزامنة مع تاريخ الغرب، وعلى إعادة تفاوض حالاتها السياسية والأخلاقية والدينية مع عالم متغير باستمرار. المساجد الجديدة التي تنفذ في الشرق الأوسط، غالبا ما تكون باذخة وضخمة، فيها يمكن قرائة لغات معمارية متحجرة تعيد نفسها في عدد قليل من الأنماط.

## أحداث 11سبتمبر
بعد أحداث 11سبتمبر، بدأت المراكز الإسلامية في الغرب بالدفاع عن صورة الإسلام من الهجمات الرأي العام اللاذعة التي بدأت باعتبار عامة المسلمين جماعة من الإرهابيين. نتيجة العمل الجاد لهذه المراكز، بدأت مرحلة من الفضول، من قبل وسائط الإعلام وعامة الناس، حول أماكن عبادة المسلمين، لتوضيح أفكارهم، عما حدث من جهة وفهم المزيد عن الدين الإسلامي من جهة أخرى.
حتى العمارة أعطت يد العون في توضيح المفاهيم الغربية الخاطئة حول المسلمين. مثلاً «دير شبيغل» مسجد ولاية بافاريا، في ألمانيا، بني بتقنيات حديثة وبواجهة زجاجية كبيرة لكي يعطي رسالة ضمنية لشفافية ونقاء الإسلام من جهة، وصريحة من خلال السماح للزوار متابعة أنشطه المسلمين داخل المسجد من جهة أخرى. حتى عامة الناس الذين يمرون بسيارتهم بالقرب من المسجد يمكن لهم رؤية المسلمين وهم يصلون، وهذا هو الذي كان مقصود من التصميم: بيان حياة المسلمين للمدينة لتبديد الشكوك بشأن ما يحدث داخل المساجد. بسبب الشفافية والشكل ألا اعتيادي والتصميم العصري للمسجد، ساعدت أيضاً على أخذ موافقة السلطات المحلية والسكان لإقامة هذا المركز.

### نقاشات إيديولوجية
مشاريع المساجد الجديدة في أوروبا، أثارت نقاش أيديولوجي (مثل «دير شبيغل»، أكبر مسجد في ألمانيا). ما هو وضع المسلمين في المجتمع الأوروبي؟, وما هو أساس التواصل بين المساجد وعامة الناس؟. التعدد الثقافي هو علامة حتمية للمدن الأوروبية، ويجب أن تصبح جزءا من الهوية في المناطق الحضرية. بالطبع هذه هي مشكلة سياسية أكثر من أن تكون جمالية.
لنفهم الوضع النفسي للمجتمع الغربي والإحساس السلبي تجاه المسلمين وأماكنهم، في ما يلي ترجمة لمقال أخذ من صحفية إيطالية، (اسمها الصحيفة), وهي:
... وعقلية الغرب التي تعاني من التعقيد والشعور بالذنب لا نهاية لها. من عالم لا يريد أن يسيء إلى المسلمين ولهذا لغى أغاني عيد الميلاد ولحم الخنزير من مطاعم لمدارس، ولكن ليس لديها ما تقول عندما يصلي المسلمون في ساحاتها. إنه اللاشيء للغرب هو الذي يخيف. فراغ القيم والمثل العليا التي لا تترك المجال لمن يتغذى من فكرة قوية ومن روح الغزو. لا يهمنا أي شيء: التخلي عن عيد ميلاد المهد، لأننا لا نؤمن به، ولا بأي شيء: ولا في فلسفة لا تضمن التمتع بالحياة، أو بأخلاق لا تكون حسب الاعتقاد الذاتي.
الغرب يصمت في مواجهة تقدم الإسلام لأنه ليس لديه ما يقول، وحتى الكنيسة، يبدو في كثير من الأحيان انها تتخلي ان تكون نفسها. يقول البعض ان لا شيء ينقذنا من الإسلام إلا أن نعديهم برذائلنا. ومن المحتمل أن يهزموا بهذه الطريقة. ولكن ليس قبل أن يحدث صدام طويل ومؤلم.

- بناء المساجد في ألمانيا أدى إلى سلسلة من الاحتجاجات وخاصة في كولونيا، يرى البعض أن هذه المساجد ستعمل على تزايد الجماعات المسلمة المتطرفة، والبعض الآخر يرى أنها ستعطي حضورا أكبر في الرأي العام للأقلية المسلمة.[7]

## الهوية كشكل
هذا الموضوع يهدف إلى إعادة النظر في الإطار المفاهيمي للأخلاقيات الذي وضعها ادوارد سعيد في كتابه الاستشراق (بالإنجليزية: Orientalism)‏ في السياق التاريخي للفن. يركز أساسا على العلاقة بين الهوية الثقافية والشكل المعاصر للهندسة المعمارية كالمساجد في أوروبا وأمريكا الشمالية، لمناقشة أبرز الاتجاهات النظرية والمنهجية بين الثقافات في تاريخ الفن.

تكرر التوتر بين المهاجرين المسلمين والسكان الغربيين، كان كافي للكشف عن وجود هيكل منطقي للمبدأ الذي وصفه ادوارد سعيد بوصفه البناء الإيديولوجي للثقافة كمصدر لتوليد الفرق بين" نحن" و" هم" مع وجود درجة من الكراهية للأجنبي ". هذه الأيديولوجية مبنية على أساس أخلاقي وفكري له سلسلة من المعاني، بالنسبة للمساجد، المآذن تعتبر رموز وعناصر سيطرة رئيسية للثقافة الإسلامية.
بصرف النظر عن درجة الغطرسة والعمى في الكثير من أحداث العنصرية. ما تبين أن الغرب ينظر للإسلام، أو الشرق، كحالة ساكنة في الزمان والمكان، «أبدية وغير قادرة على تعريف نفسها» (سعيد 1995، 15).
منذ ظهور دول ما بعد الاستعمار، معظم المساجد تمولت من الدولارات النفطية، يظهر لنا موضوع يسعى للتوصل إلى صيغ من الموضوعية أو التماثل، ليس حصرا في الغرب، في الموضوع الذي يخترع على طول طريق التقاليد المعمارية، المآذن كعناصر لها خاصية دائمة الاستئناف.

## أسئلة وأجوبة
- ما هي ميزات المساجد الغربية الحديثة وفيم تختلف عن تلك الأصلية (نموذج المساجد المتعارف عليها في الوطن العربي)؟.
- ما هي العناصر المعمارية التي تم إضافتها، تعديلها أو إزالتها بالنسبة للمساجد الأصلية؟؛
- ما هي التغييرات التي أحدثتها ثقافة المكان على شكل أو وظيفة المسجد؟؛
- ما هي علاقة السكان المحليين بالمسجد؟؛
- ما هي الطرق التي اتبعت لاندماج ألمسجد في المجتمع الغربي، أو ما هي الترتيبات التي أحدثت لإدماج المجتمع الغربي في نشاطات المسجد؟؛
- ما هي علاقة المسجد بالسياق الحضري، أو هل يتم اختيار موقع المسجد وفقاً لقرارات سياسية فقط؟؛
- على أي نحو يمكن أن يؤثر الممول على شكل المسجد أو على وجود عناصره الأساسية.
- هل هناك أدلة تثبت وجود استنساخ وتوزيع للأشكال المثالية للمساجد.